# Amschel Mayer Rothschild
Amschel Mayer Freiherr von Rothschild (12 tháng 6 năm 1773 – 6 tháng 12 năm 1855) là một chủ ngân hàng người Đức gốc Do Thái thuộc gia tộc Rothschild nổi tiếng. Ông là con thứ hai và là con trai cả của Mayer Amschel Rothschild (1744–1812), người sáng lập ra triều đại, và Gutlé Rothschild nhũ danh Schnapper (1753–1849).
Sau khi Mayer Amschel qua đời vào năm 1812, Amschel Mayer kế nhiệm vị trí người đứng đầu ngân hàng M. A. Rothschild & Söhne tại Frankfurt, anh em của ông đã được cử đi thành lập các ngân hàng tại Paris, London, Napoli và Viên. Khi Amschel Mayer mất mà không có con, các cháu trai của ông (Anselm, con trai của Salomon, và Mayer Carl và Wilhelm Carl, con trai của Carl) đã đảm nhiệm công việc kinh doanh từ năm 1855.
Ông được phong quý tộc với tên đầy đủ là Amschel Mayer von Rothschild vào năm 1817, và ông trở thành Freiherr (nam tước) vào năm 1822. Amschel Mayer Rothschild gần gũi với các nhóm Do Thái giáo chính thống, và ông được người Do Thái Đông Âu gọi là "Rothschild ngoan đạo" (tiếng Yiddish: der frummer Rothschild).

## Hôn nhân và thừa kế
Cuộc hôn nhân của Amschel Mayer với Eva Hanau năm 1796 vẫn không có con. Để đảm bảo quyền kế vị, ông đã nhận nuôi cháu trai Mayer Carl von Rothschild, con trai của Carl Mayer von Rothschild ở Napoli. Rothschild qua đời vào ngày 6 tháng 12 năm 1855. Mộ của ông nằm ở nghĩa trang Do Thái cũ trên Rat-Beil-Straße. Ngôi mộ được thiết kế bởi Eduard Schmidt von der Launitz. Mayer Carl, người cùng với anh trai mình là Wilhelm Carl von Rothschild, là đối tác của ngân hàng từ năm 1852, tiếp tục điều hành công ty mẹ ở Frankfurt sau cái chết của Amschel Mayer; khi Wilhelm Carl qua đời vào năm 1901, nó đã bị giải thể.
Mặc dù tài sản của M. A. Rothschild & Söhne tiếp tục tăng dưới sự lãnh đạo của Amschel Mayer Rothschild, công ty mẹ Frankfurt vẫn mất đi tầm quan trọng so với các ngân hàng Rothschild đang mở rộng nhanh chóng ở London và Paris. Tuy nhiên, sau này chính thức chỉ là chi nhánh của M. A. Rothschild & Söhne. Chừng nào Gutle Rothschild, mẹ của 5 anh em nhà Rothschild còn sống thì Frankfurt vẫn là nơi hội họp chính của gia tộc Rothschild.

## Tổ chức từ thiện

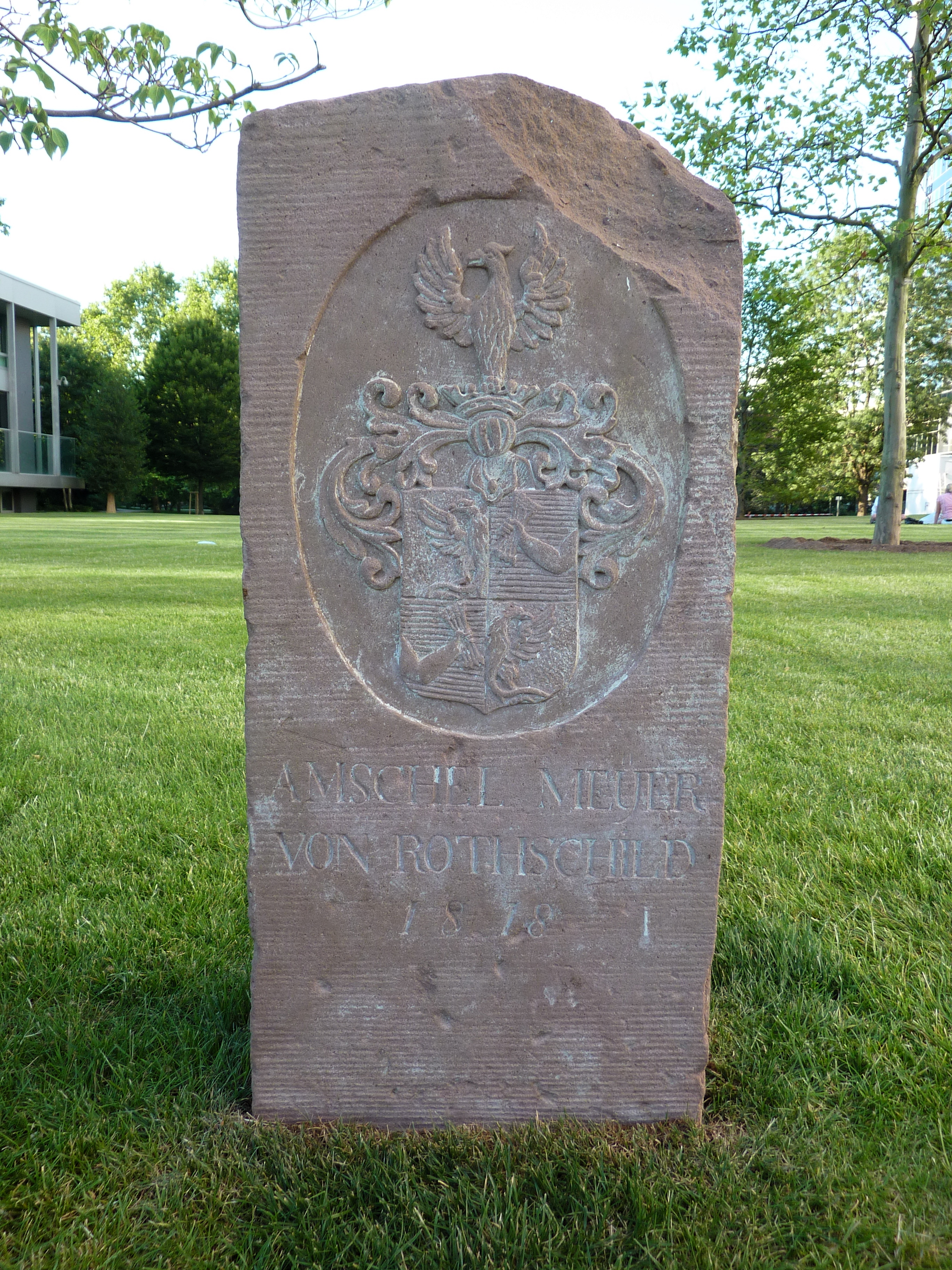
Güterstein Amschel Mayer từ Rothschilds ở Frankfurt Công viên Rothschild

Không giống như cha mình, người vẫn làm công việc từ thiện theo truyền thống Tzedakah của người Do Thái, Amschel Mayer Rothschild đã thành lập các hoạt động từ thiện sâu rộng của gia đình Rothschild. Năm 1849, ông thành lập Quỹ Nam tước Amschel Meyer von Rothschild dành cho những người Do Thái nghèo ở thành phố Frankfurt am Main, theo di chúc của ông, ông đã để lại di sản là 1,2 triệu Gulden. Quỹ này được giao nhiệm vụ bảo tồn Haus zum Grünen Schild, ngôi nhà tổ tiên của gia đình Rothschild và sử dụng nó cho mục đích từ thiện. Rothschild cũng thúc đẩy cuộc sống của người Do Thái ở Frankfurt thông qua nhiều khoản quyên góp, ví dụ như cho các giáo đường Do Thái, bệnh viện và các công ty bảo hiểm y tế.

## Hoạt động xây dựng
Năm 1816, Rothschild mua lại một ngôi nhà vườn ở Bockenheimer Landstrasse 10, nơi ông nhờ Friedrich Rumpf mở rộng thành một cung điện theo phong cách cổ điển. Cung điện đã bị phá hủy trong Chiến tranh thế giới thứ hai, nhưng khu vườn cảnh liên quan vẫn được bảo tồn cho đến ngày nay với tên gọi Công viên Rothschild với quy mô thu nhỏ hơn. Ngôi nhà phố của Rothschild tại Zeil 34 sau này trở thành nhà hưu trí của Rothschild (bị phá hủy năm 1944). Rothschild cũng sở hữu Grüneburgpark, Stalburger Oede ở Nordend và Kühhornshof từ năm 1837.